# Vernon Mountcastle
Vernon Benjamin Mountcastle (15 de julho de 1918 – 11 de janeiro de 2015) foi um professor emérito de neurociência na Universidade Johns Hopkins. Ele descobriu e caracterizou a organização colunar do córtex cerebral nos anos 1950. Esta descoberta foi crucial para a pesquisa sobre o córtex cerebral, já que, após o artigo de Mountcastle sobre o córtex somatossensorial, quase todos os estudos corticais sobre funções sensoriais tiveram a organização colunar como base.